# 無艦橋型特呂号潜
無艦橋型特呂号潜（むかんきょうがたとくろごうせん）は、荒巻義雄の架空戦記『紺碧の艦隊』に登場する架空の潜水艦である。
呂号4000番特潜の総称であり、高野総長による秘匿艦隊『蔭艦隊』計画に基づき撃沈を偽装された紺碧会隊員が艦長だった潜水艦の乗員達を順に配置転換、当初はハワイの海中秘密ドック、後に南樺太大泊地中港を基地として訓練を受けて大ミクロネシア秘匿要塞に配備されたモノと思われる。
艦籍総数は不明ながら、小説8巻記述中に『4051潜』とある事から交代要員を考えても最低100隻以上は存在したと見られている。

## 特徴
この潜水艦は、諸島海近傍での哨戒、及び敵輸送船攻撃を目的とした小型潜水艦である。しかし、移動補給基地『海中要塞 鳴門』との連携によって、その行動半径は大きく伸びる。なお『無艦橋型』とはなっているが、完全に艦橋がないわけではなく、艦前方に耐圧ガラス製水密窓の付いた操縦席があり艦全高を低めている。このほか投光器を持ち、敵警戒下の海底匍匐時、海底洞窟や珊瑚礁を掘り抜いて作られた海中発進基地（1カ所辺り2隻を配備）への出入りに使用される。
最初は、紺碧会の大戦略に基づき、全て大ミクロネシア要塞近海での哨戒活動に当たっていたが、鳴門の登場によりアメリカ近海（ホノルル東南東約4000キロ、ロサンゼルスほぼ南東3000キロ、パナマより真西約4000キロ）へ全配備艦の内20隻が移動、対米諜報活動に当たった。日米和睦後は、鳴門と共にフォークランド諸島へ移動した。

## 諸元
- 排水量:525t（基準）・801t（潜水時）
- 全長:61m
- 最大幅:6m
- 速力:18.3ノット（水上・水中標準、ポンプジェット推進）
- 航続距離：4900海里（標準）
- 安全深度:90m
- 53センチ魚雷発射管:2門、誘導魚雷6発を携行
- 海底匍匐装置:2基

※艦首に海底匍匐時用のサーチライト1基を持つ

## コミック版での特呂号潜
デザインは原作版表紙をほぼ踏襲しているが、潜望鏡やシュノーケルなどが収まる小型セイルを持ち、そこに艦番が記されていた。
『新紺碧の艦隊』弐巻では9番艦が鳴門の盾になるべく雷撃されるが、艦長の機転で負傷者だけにとどまった。また9番艦自体も鳴門が甲板に載せて浮上したため沈没することも無かった。

## OVAでの特呂号潜
デザインは原作表紙版に戻ったが、魚雷発射管が6門に増え、スクリュー式推進（一軸）となり海底匍匐装置は無くなっている。また劇中でのUX-99潜捕獲作戦の際、一隻が雷撃で撃沈されたと思わせるシーンがある。